# 鈴木哲 (アートディレクター)
鈴木 哲（すずき てつ）は、日本のアートディレクター、デザイナー、映像作家。
株式会社スガタデザイン研究所代表。
主に、NHKの番組タイトルや、「みんなのうた」、「おかあさんといっしょ」などのアニメーションを制作している。

## 作成作品一覧

### みんなのうた
- ◆は、5分間1曲枠の楽曲（ロングのうた）。
- 1.世界はハーモニー / サーカス（2007年10月・11月放送）
- 2.数え歌 / 池田綾子（2008年10月・11月放送）
- 3.Aloha You ～きずな～ / Manoa DNA（2010年4月・5月放送）
- 4.友よ / タッキー&翼（2011年8月・9月放送）◆
- 5.とんとんとん / ペギー葉山（2012年8月・9月放送）
- 6.29Qのうた / つるの剛士（2014年4月・5月放送）◆
- 7.目をとじても / 中孝介（2015年10月・11月放送）◆
- 8.太陽と月のこどもたち / V6（2017年4月・5月放送）

### その他
https://sugata-creativedesign.com/creator/164/